# Zulia charon
Zulia charon är en insektsart som beskrevs av Ronald Gordon Fennah 1949. Zulia charon ingår i släktet Zulia och familjen spottstritar. Inga underarter finns listade i Catalogue of Life.